# Villebramar
Villebramar település Franciaországban, Lot-et-Garonne megyében. Lakosainak száma 109 fő (2022. január 1.). Villebramar Monbahus, Montastruc és Tombebœuf községekkel határos.

## Népesség
A település népessége az elmúlt években az alábbi módon változott:
| Lakosok száma | 186  | 136  | 130  | 93   | 104  | 97   | 100  | 107  | 111  | 109  |
|               | 1968 | 1982 | 1990 | 2006 | 2013 | 2015 | 2017 | 2019 | 2020 | 2022 |